# Ziaida
Ziaida (franska: Ziaida (CR), Ziaida (Commune Rurale), arabiska: سيدي علال التازي) är en kommun i Marocko.   Den ligger i provinsen Benslimane och regionen Casablanca-Settat, i den norra delen av landet, 60 km söder om huvudstaden Rabat. Antalet invånare är 11 826.